# Смирнова Енгеліна Сергіївна
Смирнова Енгеліна Сергіївна (рос. Смирнова Энгелина Сергеевна; * 4 лютого, 1932, Ленінград, РРФСР) — російська мистецтвознавиця й історикиня.

## Життєпис
Вищу освіту здобула в Ленінрградському державному університеті (кафедра «Історія мистецтв» історичний факультет). По закінченні виші була науковою співробітницею Державного Російського музею (1953–1969 роки). 1965 року захистила дисертацію на тему «Живопись Обонежья XIV—XVII вв.». З 1969 року — головна наукова співробітниця Державного інституту мистецтвознавства, відділ історії давньоруського мистецтва. 1979 року захистила докторску диссертацію на тему «Живопись Великого Новгорода. Середина XIII — начало XV в.» в Московському університеті. З 1988 року — професор. Нагороджена Макарієвською премією (2007 рік)

## Вибрані твори (російською)
- «Живопись Обонежья XIV—XVI вв» / Редколлегия: В. Н. Лазарев, О. И. Подобедова. АН СССР. Институт истории искусств Министерства культуры СССР. — М.: Наука, 1967. — 188, [12] с. — (Памятники древнерусского искусства). — 5 500 экз. (в пер., суперобл.)
- «Живопись Великого Новгорода. Середина XIII — начало XV в.» М., 1976.

Живопись Великого Новгорода. XV в. М., 1982. (B соавт. с В. К. Лауриной, Э. А. Гордиенко.)
- «Московская икона XIV—XVII веков.» Л., 1988. (Вышла также на англ., нем., франц. яз.)
- «Лицевые рукописи Великого Новгорода.» XV в. М., 1994.

Fonti della Sapienza. Le miniature di Novgorod del XV secolo. Milano, 1996.
- La pittura russa. T.1. Milano, 2001. (B соавт. с В. Д. Сарабьяновым.)
- «Иконы Северо-Восточной Руси. Ростов, Владимир, Кострома, Муром, Рязань, Москва, Вологодский край, Двина. Середина XIII — середина XIV века» // Центры художественной культуры средневековой Руси. М., 2004.
- «Смотря на образ древних живописцев…» Тема почитания икон в искусстве Средневековой Руси. М., 2007.